# ته-مین (آلبوم)
ته-مین سومین آلبوم استودیویی و اولین آلبوم اصلی ژاپنی خواننده کره جنوبی لی ته-مین است. این آلبوم شامل دوازده قطعه است و شامل نسخه های ژاپنی آهنگ هایی است که قبلاً توسط لی ته-مین منتشر شده بود. این آلبوم به صورت دیجیتالی در ۵ نوامبر ۲۰۱۸ از طریق EMI Records و Universal Music Japan منتشر شد.  انتشار فیزیکی آلبوم در ۲۸ نوامبر۲۰۱۸ اتفاق افتاد.   

## پس زمینه و انتشار

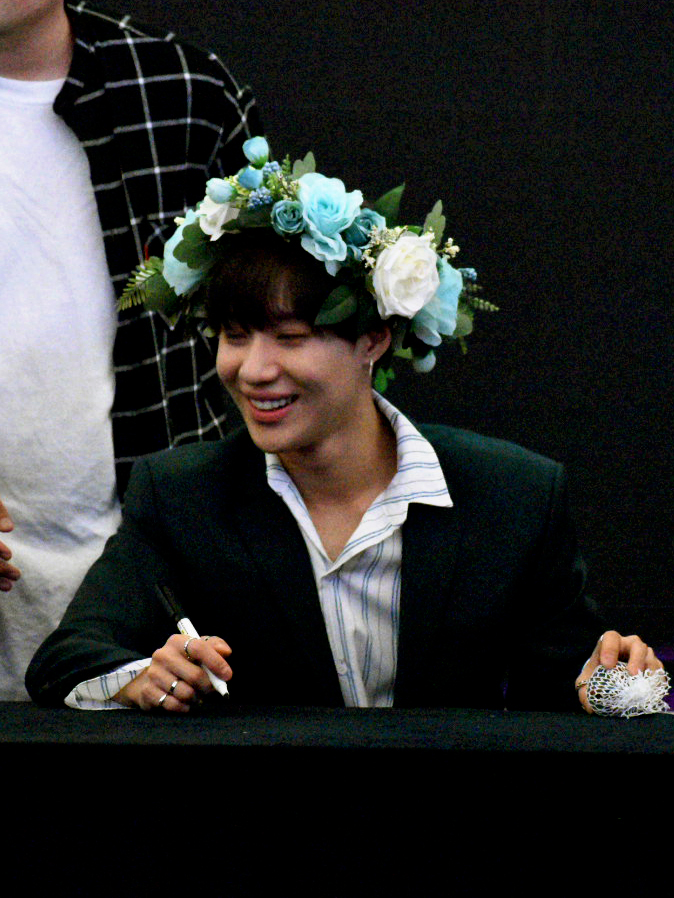
تمین در سال 2018.

در 22 سپتامبر 2018، اکانت رسمی اینستاگرام شاینی ژاپنی یک ترکیب برجسته برای آلبوم آینده تمین منتشر کرد، اگرچه در آن زمان گزارش شده بود که آلبوم تحت عنوان Eclipse نامگذاری شده است.  همچنین اعلام شد که تک آهنگ "Eclipse" در ۲۶ سپتامبر منتشر خواهد شد.  
در ۳ اکتبر ۲۱۸، لی ته-مین رسما اعلام کرد که اولین آلبوم استودیویی ژاپنی خود را در ۲۸ نوامبر ۲۰۱۸ منتشر خواهد کرد  آلبوم "Eclipse" را به عنوان تک آهنگ اصلی، که اولین بار در طول تور سیریوس فاش شد، ارائه می شود.  نسخه زنده موزیک ویدیوی این تک آهنگ متعاقباً در ۶ نوامبر ۲۰۱۸ در یوتیوب منتشر شد.  دومین تک‌آهنگ «mars» در ۱۴ اکتبر ۲۰۱۸ منتشر شد. 